# 全国農業青年交換大会
全国農業青年交換大会（ぜんこくのうぎょうせいねんこうかんたいかい）は、日本において農業で働く青年たちの交流を広げる大会である。
以前は全国農業青年クラブ連絡協議会、全国農村青少年教育振興会（現在は解散）、農林水産省と開催し、都道府県が主催をしていた。
当時の農業青年大会としては、全国農村青少年技術交換大会と全国農業青年クラブ員の集いの2大会があったが、それらを一つにまとめて、1989年（平成元年）に北海道で第1回大会が開催された。
しかし大会の運営が財政難でできず、2008年（平成20年）の大会が中止するまで発展した。
なお、皇太子・同妃雅子は、後継行事の「全国農業担い手サミット」に臨席していた。
現在は青年農業者の自主的運営による大会として、関係各位の協力を得ながら規模を縮小して開催されている。

## 以前の大会の構成
- 1日目（開会式）: 皇太子徳仁親王を迎えて、開会式典、活動成果発表、記念行事、交流の夕べが行われる。
- 2日目（交流会）: 現地で農業視察、体験交流をする。
- 最終日（閉会式）: 表彰、大会宣言、大会旗引継が行われる。

## 過去の開催地
| 回 | 年                                | 開催地         |
| -- | --------------------------------- | -------------- |
| 1  | 1989年（平成元年）                | 北海道         |
| 2  | 1990年（平成2年）                 | 宮崎県         |
| 3  | 1991年（平成3年）                 | 香川県         |
| 4  | 1992年（平成4年）                 | 秋田県         |
| 5  | 1993年（平成5年）                 | 滋賀県         |
| 6  | 1994年（平成6年）                 | 群馬県         |
| 7  | 1995年（平成7年）                 | 大分県         |
| 8  | 1996年（平成8年）                 | 岩手県         |
| 9  | 1997年（平成9年）                 | 沖縄県         |
| 10 | 1998年（平成10年）                | 石川県         |
| 11 | 1999年（平成11年）                | 三重県         |
| 12 | 2000年（平成12年）                | 佐賀県         |
| 13 | 2001年（平成13年）                | 徳島県         |
| 14 | 2002年（平成14年）                | 栃木県         |
| 15 | 2003年（平成15年）                | 新潟県         |
| 16 | 2004年（平成16年）                | 熊本県         |
| 17 | 2005年（平成17年）                | 愛知県         |
| 18 | 2006年（平成18年）                | 山形県         |
| 19 | 2007年（平成19年）                | 東京都         |
| 20 | 2009年（平成21年）10月21日～23日  | 島根県         |
| 21 | 2011年（平成23年）1月26日～28日   | 京都府和歌山県 |
| 22 | 2012年（平成24年）1月31日・2月1日 | 北海道         |
| 23 | 2012年（平成24年）11月7日～9日    | 富山県         |
| 24 | 2014年（平成26年）1月22日～24日   | 佐賀県         |
| 25 | 2015年（平成27年）1月21日～23日   | 愛知県         |
| 26 | 2015年（平成27年）11月29日・30日  | 秋田県         |
| 27 | 2016年（平成28年）7月20日～22日   | 長野県         |
| 28 | 2017年（平成29年）10月19日～20日  | 愛媛県         |
| 29 | 2019年（平成31年）2月13日～15日   | 大阪府         |